# I commedianti (film 1967)
I commedianti (The Comedians)  è un film del 1967 diretto da Peter Glenville, tratto dall'omonimo romanzo di Graham Greene.

## Trama
Nella Haiti sotto la dittatura di Papa Doc si intrecciano le storie di un inglese proprietario di un hotel, che ha una relazione con la moglie di un diplomatico, di un ex ufficiale inglese che traffica in armi, e di un imprenditore americano con la moglie che vuole impiantare un ristorante vegetariano.

## Riconoscimenti
- National Board of Review Awards 1967: miglior attore non protagonista (Paul Ford)
- Kansas City Film Critics Circle Awards 1968: miglior attore non protagonista (Alec Guinness)